# Eribolus longulus
Eribolus longulus är en tvåvingeart som först beskrevs av Friedrich Hermann Loew 1863.  Eribolus longulus ingår i släktet Eribolus och familjen fritflugor. Inga underarter finns listade i Catalogue of Life.